# CPR-Klasse ST12

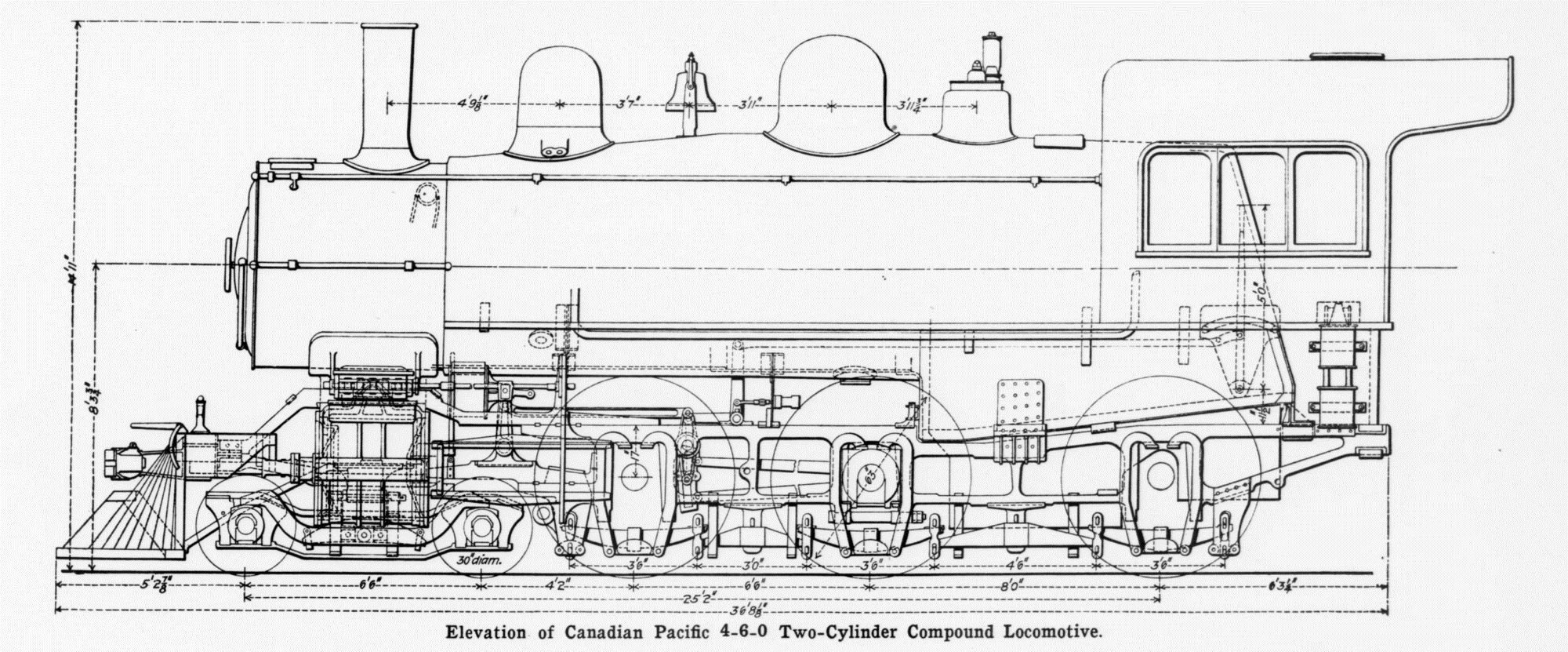
Maßzeichnung

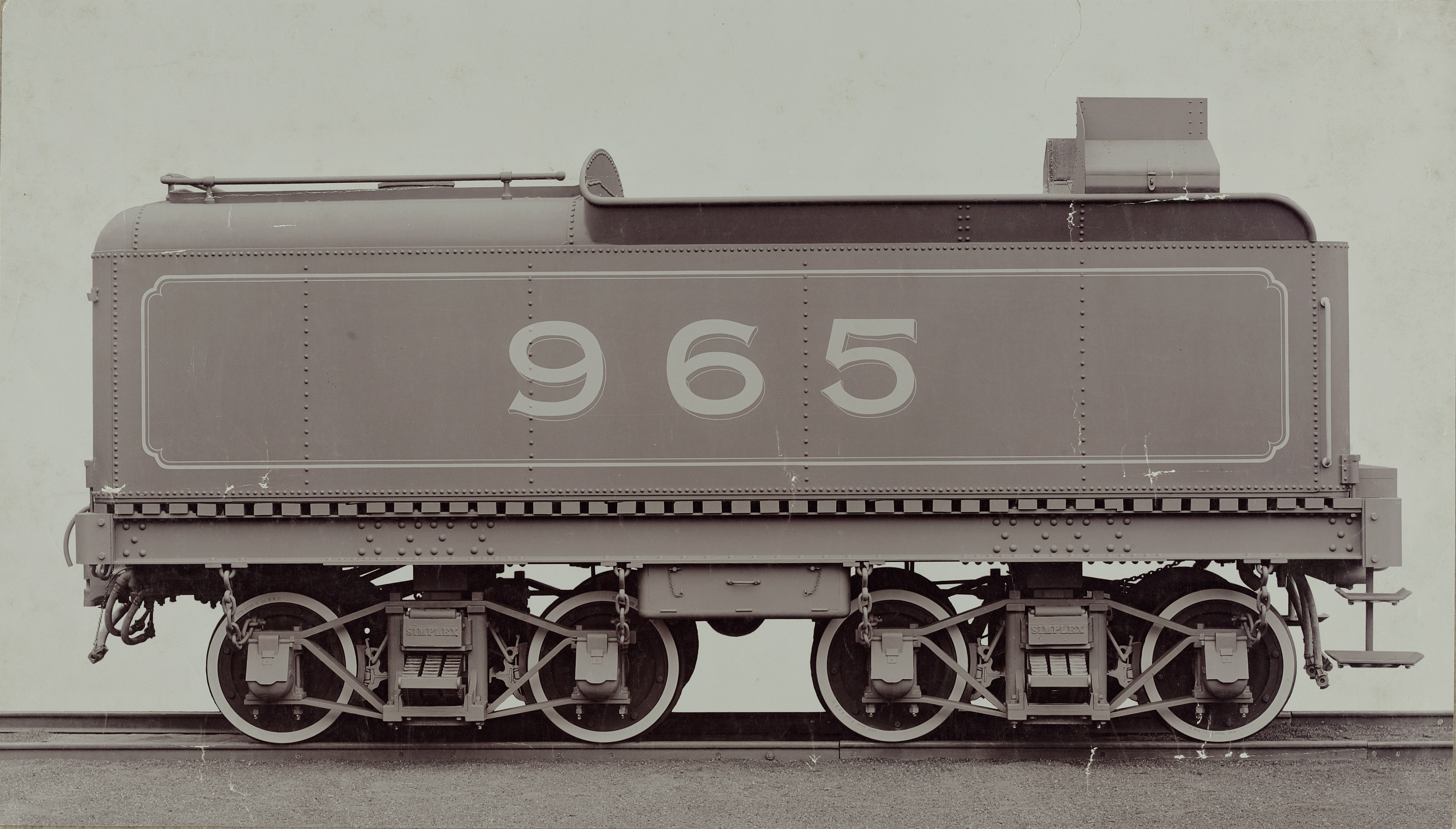
Werkfoto des sächsischen Schlepptenders 965

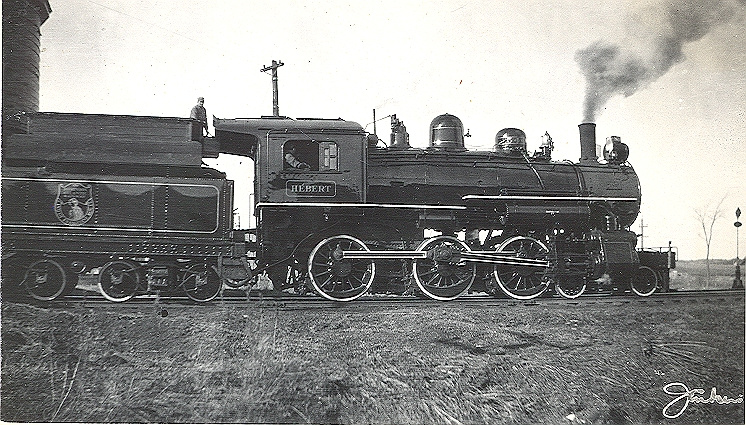
Lok 965 als Hébert 1933 bei der Dominion Atlantic Railway

Die Güterzug-Schlepptenderlokomotiven der Klasse ST12 der Canadian Pacific Railway (CPR) mit der Achsfolge 2’C (im nordamerikanischen Sprachgebrauch: Ten-Wheeler) wurden 1903 und 1904 von der schottischen North British Locomotive Company (NBL) und der Sächsischen Maschinenfabrik (SM) gebaut.

## Geschichte
Am 17. Februar 1903 bestellte die Canadian Pacific Railway bei der Sächsischen Maschinenfabrik 20 Lokomotiven dieser Baureihe, nachdem man ein paar Wochen zuvor bereits einen Auftrag über 20 baugleiche Maschinen an die schottische North British Locomotive Company erteilt hatte. In der Fachpresse wurde seinerzeit viel darüber spekuliert und vermutet, dass die CPR den Lokomotivbau in beiden Ländern im direkten Vergleich testen wollte. Für die Sächsische Maschinenfabrik waren dies die mit Abstand größten Dampflokomotiven, die bis zu diesem Zeitpunkt von dem Unternehmen gebaut wurden.
Die Lokomotiven wurden zwischen September 1903 und April 1904 von den beiden Lokomotivfabriken in Einzelteilen verschifft. In Montreal wurden diese von eigens entsandten Mitarbeitern der beiden Unternehmen zusammengebaut.
Die Maschinen bekamen ein für Nordamerika untypisches Nassdampf-Verbundtriebwerk. Abgesehen davon entsprachen die Gestaltung und Konstruktion der typisch nordamerikanischen Bauweise. Bei den deutschen Exemplaren wurden die Achsen, Trieb-, Lauf- und Tenderräder von Krupp geliefert.
1908 bekamen die Lokomotiven eine neue Baureihenbezeichnung und neue Nummern. Aus den schottischen Exemplaren wurde die Klasse D6b und aus den sächsischen die Klasse D6d.
Ab 1913 erfolgte in den bahneigenen Werkstätten der CPR der Umbau auf Heißdampf-Zwillingstriebwerk und die Maschinen wurden mit Überhitzern ausgerüstet.
Zwei Exemplare wurden 1916 an die Quebec Central Railway (QCR) verkauft.
In den 1920er Jahren wurden rund die Hälfte der Lokomotiven an die 1911 von der CPR übernommene Dominion Atlantic Railway (DAR) übertragen und 1937 offiziell verkauft. Eine davon wurde später an die Canadian Gypsum, ein Tochterunternehmen der USG Corporation weiterverkauft. Bei der DAR bekam ein Teil der Lokomotiven Namen.

## Liste
| Hersteller | Werks- nummer | CPR- Nummer | CPR ab 1908 | Name od. Nummer bei DAR         | Bemerkungen                                                |
| --- | ------------- | ----------- | ----------- | ------------------------------- | ---------------------------------------------------------- |
| SM | 2827          | 961         | 540         | Mascarene                       | 1946 wieder zur CPR                                        |
| SM | 2828          | 962         | 541         | 541                             | 1947 noch in Betrieb                                       |
| SM | 2829          | 963         | 542         |                                 |                                                            |
| SM | 2830          | 964         | 543         | 543                             | nach 1941 verschrottet                                     |
| SM | 2831          | 965         | 544         | Hébert                          | 1937 neuer Kessel, 1944 verschrottet                       |
| SM | 2832          | 966         | 545         | Howe                            | 1937 verschrottet                                          |
| SM | 2833          | 967         | 546         |                                 |                                                            |
| SM | 2834          | 968         | 547         | Champlain                       | 1946 verschrottet                                          |
| SM | 2835          | 969         | 548         |                                 |                                                            |
| SM | 2836          | 970         | 549         |                                 |                                                            |
| SM | 2837          | 971         | 550         | 550                             | 1952 wieder zur CPR, 1954 ausgemustert                     |
| SM | 2838          | 972         | 551         |                                 |                                                            |
| SM | 2839          | 973         | 552         | 552                             | 1939 verschrottet                                          |
| SM | 2840          | 974         | 553         |                                 |                                                            |
| SM | 2841          | 975         | 554         |                                 |                                                            |
| SM | 2842          | 976         | 555         | 555                             | 1947 an Canadian Gypsum verkauft                           |
| SM | 2843          | 977         | 556         | Champdoré später: Mount Denson  | 1947 verschrottet                                          |
| SM | 2844          | 978         | 557         | Subercase                       | 1937 verschrottet                                          |
| SM | 2845          | 979         | 558         |                                 |                                                            |
| SM | 2846          | 980         | 559         |                                 |                                                            |
| NBL | 16034         | 981         | 520         | 38 Bear River ab 1934:Champlain | 1923 zurück zu CPR, 1934 erneut zur DAR, 1937 verschrottet |
| NBL | 16035         | 982         | 521         | Halifax                         | 1939 verschrottet                                          |
| NBL | 16036         | 983         | 522         | 39 Benedict                     | 1923 wieder zur CPR                                        |
| NBL | 16037         | 984         | 523         | ab 1916 QCR Nr. 47              | 1939 verschrottet                                          |
| NBL | 16038         | 985         | 524         | ab 1916 QCR Nr. 48              | 1939 verschrottet                                          |
| NBL | 16039         | 986         | 525         |                                 |                                                            |
| NBL | 16040         | 987         | 526         |                                 |                                                            |
| NBL | 16041         | 988         | 527         |                                 |                                                            |
| NBL | 16042         | 989         | 528         | Champlain                       | 1947 verschrottet                                          |
| NBL | 16043         | 990         | 529         |                                 |                                                            |
| NBL | 16044         | 991         | 530         | Lescarbot                       | 1945 verschrottet                                          |
| NBL | 16045         | 992         | 531         | Benedict später: Mascarene      | 1938 ausgemustert                                          |
| NBL | 16046         | 993         | 532         | D’Aulnay                        | 1937 ausgemustert                                          |
| NBL | 16047         | 994         | 533         |                                 |                                                            |
| NBL | 16048         | 995         | 534         | Pontgravé                       | 1946 verschrottet                                          |
| NBL | 16049         | 996         | 535         |                                 |                                                            |
| NBL | 16050         | 997         | 536         |                                 |                                                            |
| NBL | 16051         | 998         | 537         | Fronsac später: Evangeline      | 1939 verschrottet                                          |
| NBL | 16052         | 999         | 538         | Grandfontaine                   | nach 1941 verschrottet                                     |
| NBL | 16053         | 1000        | 539         |                                 |                                                            |
| Anmerkung: Die Angaben zu den Lokomotiven die zur DAR kamen stammen von der zur Zeit nicht erreichbaren Website der DAR Digital Preservation Initiative |               |             |             |                                 |                                                            |

Bei den Maschinen die bei der CPR verblieben ist weder das Jahr der Ausmusterung noch der Verschrottung bekannt. Als letztes wurde die Nummer 971 (spätere 550) 1954 ausgemustert.
Von der Lokomotive 976 (spätere 555), die 1947 an Canadian Gypsum verkauft wurde, gibt es ein Foto das diese Maschine im Jahr 1962 in Lachine zeigt. Über den weiteren Verbleib ist nichts bekannt.

## Trivia

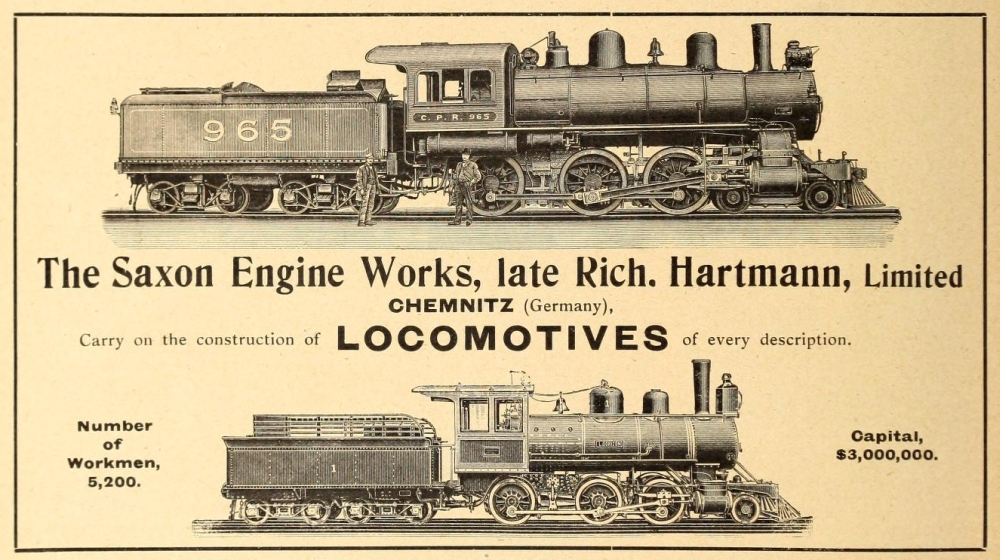
Anzeige von 1905

Für die Sächsische Maschinenfabrik blieb dies der einzige Auftrag aus Amerika. Trotz redaktioneller Berichterstattung über das sächsische Unternehmen und einer Anzeigenkampagne von 1903 bis 1905 in der kanadischen Fachzeitschrift The Railway and Shipping World folgten keine weiteren Aufträge aus Kanada oder den Vereinigten Staaten.